# 长臂玉蟹
长臂玉蟹（学名：Leucosia longibrachia）为玉蟹科玉蟹属的动物。在中国大陆，分布于广西、广东、海南等地，生活环境为海水，常见于浅水泥沙底。